# Інцидент з вертольотом 1958 року

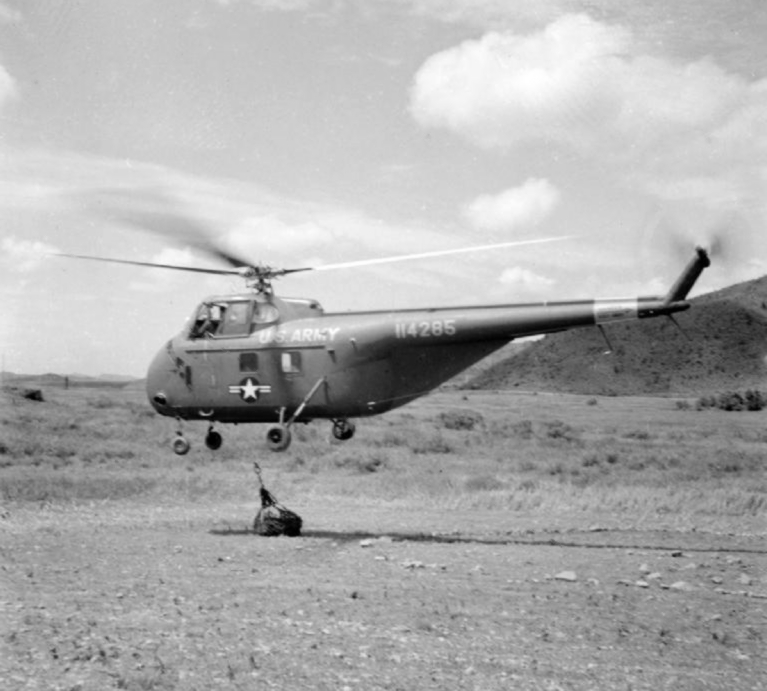
Гелікоптер H-19 армії США

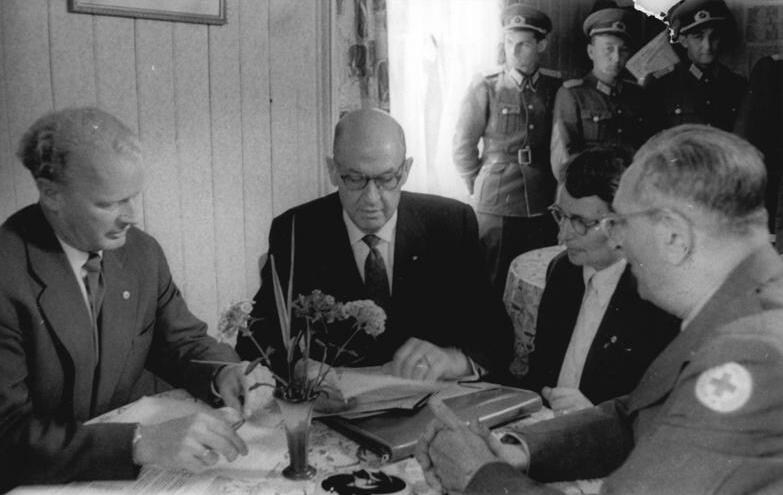
Переговори про передачу військовослужбовців США між представниками Червоного Хреста

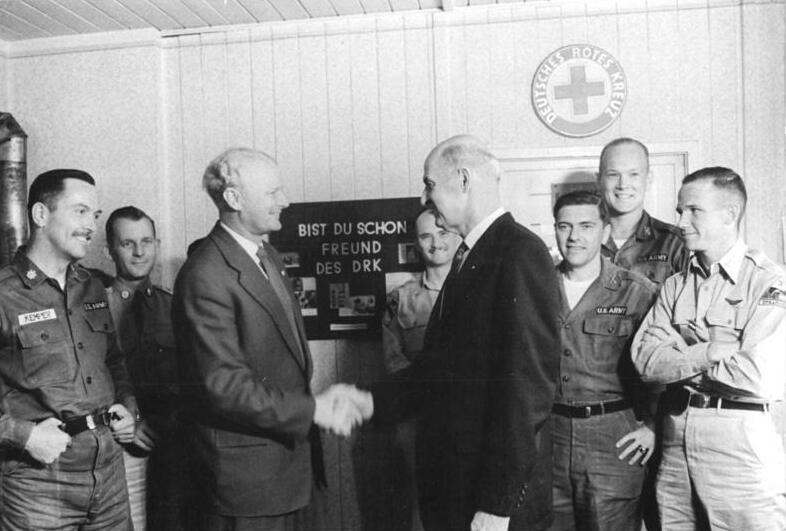
Передача інтернованих солдатів 19. Липень 1958 р. у присутності Вернера Людвіга, президента ДРК НДР, і Роберта Вільсона, директора Американського Червоного Хреста в Європі

В інциденті з гелікоптером 1958 року, який в англомовних виданнях і сучасних ЗМІ називають інцидентом з гелікоптером, був вертоліт Sikorsky S-55, також відомий як H-19 Chickasaw,   армії США, дислокований у Вест. Німеччина вилетів, який втратив орієнтацію, а також радіозв'язок із наземною станцією через грозу, 7 числа. Червень 1958 року в повітряному просторі Німецької Демократичної Республіки (НДР). Гелікоптер змушений був здійснити аварійну посадку біля сьогоднішньої федеральної траси 72 на лісовій галявині біля Ірферсгрюна біля Ленгенфельда в районі Карл-Маркс-Штадт через брак палива. Гелікоптер отримав пошкодження. Спочатку планувався маршрут польоту з Франкфурта-на-Майні до військового полігону Графенвер у Верхньому Пфальці.
Дев'ятеро солдатів 3-ї Наявний екіпаж танкової дивізії США, включаючи вісім офіцерів, включаючи начальника штабу артилерії дивізії та сержанта, був інтернований владою НДР на віллі в Дрездені . Гелікоптер конфіскували та зберігали на території Школи піхотних офіцерів Національної народної армії (NVA) у Плауені, а пізніше повернули без лопатей і двигуна. Після переговорів, проведених представниками Німецького Червоного Хреста НДР і Американського Червоного Хреста приблизно через шість тижнів, 19 грудня Липень 1958 р. на прикордонному переході Тьопен-Юххох, щоб звільнити солдатів.

## Історичне значення
Інцидент, який стався на ранніх етапах Холодної війни, набув політичного та дипломатичного значення, оскільки керівництво НДР намагалося досягти офіційних переговорів з урядом Сполучених Штатів щодо звільнення, що водночас означало б відмову США від політики невизнання НДР. З цієї причини відповідні державні установи НДР вимагали переговорів на найвищому рівні, від яких американська влада відмовилася. Принцип полягав у тому, щоб не допускати жодного натяку на існування НДР як держави. Американський уряд, побоюючись створення прецеденту через офіційні переговори з керівництвом НДР, неодноразово звертався до радянської влади з проханням домовитися про звільнення солдатів через переговори з СРСР. Однак радянська сторона відмовила, посилаючись на суверенітет НДР і відсутність у них компетенції в цьому питанні.
Залучена влада США зазнавала тиску вдома щодо їхньої позиції з боку громадськості, яка очікувала дострокового звільнення та мало розуміла дипломатичні проблеми. Зрештою вони послали армійського офіцера, як перемовника, для якого влада НДР вимагала дипломатичного дозволу від американського Державного департаменту . Від НДР переговори вів заступник міністра закордонних справ Отто Вінцер . Після того, як американський представник відмовився підписати документ про передачу, незважаючи на подальший дозвіл, його було звільнено в липні 1958 року після дискусій між представниками національних товариств Червоного Хреста обох країн. ДРК НДР представляв її президент Вернер Людвіг, Американський Червоний Хрест – директор, відповідальний за Європу, Роберт Вілсон. З іншого боку, вказівка у відповідній угоді та протоколі прийому-передачі про те, що Вільсон діє «від імені Президента Американського Червоного Хреста, уповноваженого Урядом Сполучених Штатів Америки», була успіхом керівництва НДР. з політичної та дипломатичної точки зору, але також значно нижче початкових вимог щодо переговорів на найвищому можливому рівні.
НДР стягувала зі США близько 7300 німецьких марок за проживання, харчування та транспорт солдатів. Двигун гелікоптера потрапив до Військово-історичного музею в Дрездені, де з 1972 року був виставлений публіці з недостовірною інформацією «Частина американського вертольота, збитого над В'єтнамом».

## Веб-посилання
- Гелікоптерний інцидент 1958 року на вікі міста Дрезден